# مارگارت پل، کنتس سالزبری
مارگارت پل، کنتس سالزبری (به انگلیسی: Margaret Pole, Countess of Salisbury) (۱۴ اوت ۱۴۷۳ — ۷ مهٔ ۱۵۴۱) تنها دختر جورج پلانتاژنه و همسرش ایزابل نویل بود که به بزرگسالی رسید.  پدر او فرزند ریچارد یورک و برادر ادوارد چهارم و ریچارد سوم بود. او که یکی از معدود اعضای دودمان پلانتاژنه بود که از پیامدهای جنگ رزها در امان مانده بودند، در سال ۱۵۴۱ به دستور هنری هشتم اعدام شد. وی دخترعموی الیزابت یورک، مادر هنری هشتم بود. پاپ لئون سیزدهم در ۲۹ دسامبر ۱۸۸۶ مارگارت را به عنوان یکی از شهدای کلیسای کاتولیک مورد آمرزش قرار داد.